# 加州大学圣巴巴拉分校图书馆
加州大学圣巴巴拉分校图书馆（英語：University of California, Santa Barbara Library）是加州大学圣巴巴拉分校的大学图书馆系统，位于美国加利福尼亚州圣巴巴拉。该图书馆系统包括四处设施：戴维森馆（Davidson Library）、文学艺术馆（Arts Library）和两处附属建筑物。馆藏三百多万卷纸质文献，三万多种电子期刊、三万四千多部电子书、九十万份数字化资源、五百万幅地图资料（包括四十六万幅地图和三百万幅卫星图片）、超过三百七十万份微缩胶片、十六万份音频资料和四千一百份手稿。图书馆宣称其拥有的手稿档案的总长度达5.1公里。根据美国图书馆协会在2010年7月的数据，加州大学圣芭芭拉分校图书馆的馆藏数量以2,948,999位列全美第99。丹尼斯·斯蒂芬斯（Denise Stephens）自2011年开始担任该图书馆馆长。
该图书馆的读者是加州大学圣巴巴拉分校的学生、教职人员和工作人员。它也对公众开放，不过如果需要借阅书籍，校外人士需要购买一张年费为100美元的图书卡。校内人士只需要支付较低的费用，而其中加州大学系统的学生、教师，公立学校教师、参与互换借阅的教师则可以免费借阅，不过前提是经过身份验证。加州大学校友协会的会员可能会得到一种特殊的图书卡，这种卡片允许他们借阅资料，但是并不提供数据库或馆际互借的权限，也不提供期刊查阅的业务。

## 扩建

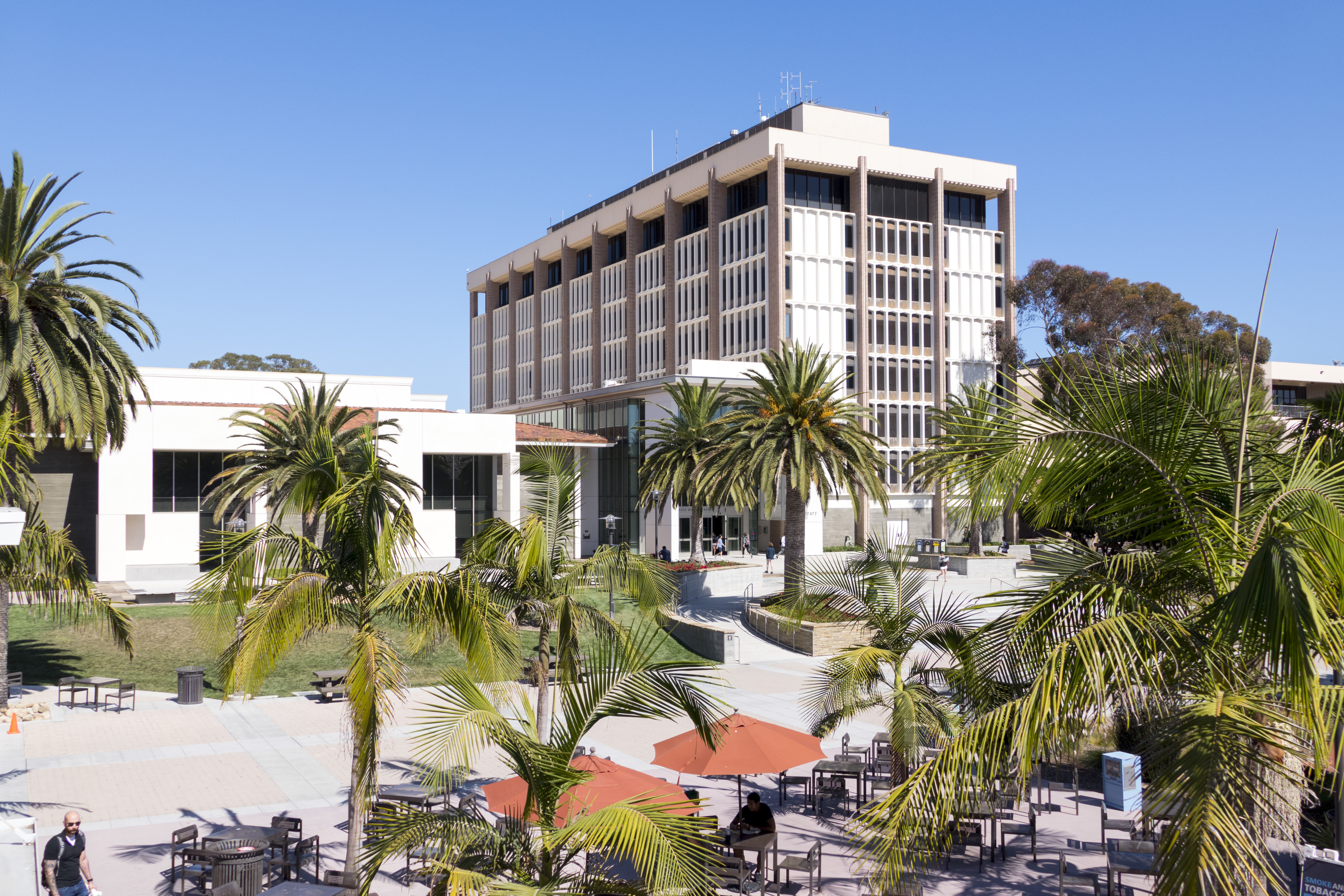
图书馆外部

该图书馆计划在2013年6月开始进行扩建和整修。这一工程将会包括三个部分：在原来图书馆的北边新建一栋建筑、对原来的图书馆的两层部分进行整修以及将整个戴维森馆针对地震和图书编码进行维护。在维修期间，图书馆两层部分6,500平方米的部分将停止开放。工程完成后，学习场所的面积将增加20%，并提供一个24小时开放的公共信息室、新的文学艺术馆以及特藏研究区域、教师协作工作室、团队工作区域。整个工程的目标是符合LEED Gold认证。虽然加州大学系统正经历着财政危机，加利福尼亚州政府公债还是提供了总价值约为7100万美元的工程经费。

## 戴维森馆
该馆的命名是为了纪念1947年至1977年间学校图书馆馆长唐纳德·C·戴维森（Donald C. Davidson）。该馆是整个加州大学圣巴巴拉分校图书馆的主要组成部分，拥有大量藏书，包括一些专门藏书机构：科学和工程馆（The Sciences and Engineering Library）、地图和图像实验室（The Map and Imagery Laboratory）、课程实验室（The Curriculum Laboratory）、东亚馆（The East Asian Library）以及种族、性别研究图书馆。学校的特别收藏部门也是该馆的组成部分，它藏有各种古文献善本、手稿。戴维森馆共有八层楼，其中第八层提供了一个面向太平洋的观景台。
东亚馆于1967年开办，位于戴维森馆大楼的第五层。东亚馆收藏了大约163,700卷汉语、日语、朝鲜语文献材料。这些文献材料于2005年7月开始可以在互联网上完整地获取。其中，汉语文献占大约60%，而日语文献占大约39%。1992年，学校开始开设朝鲜语教育、研究项目，图书馆也开始采购朝鲜语文献，目前已有上百种。

## 文学艺术馆
文学艺术馆是加州大学圣巴巴拉分校图书馆的另一大组成部分，它主要收藏了文学、艺术方面的材料。该馆现有大约200,000卷文献，各种图书、期刊、视频、微缩胶片和CD-ROM超过110,000份，展览目录约有95,000份，而录音带、活页乐谱约有60,000份。音乐馆位于文学艺术馆的第二层，藏有大约25,000份密纹唱片。馆藏的音乐作品还包括一份没有在市面流通的有关约翰·沃尔夫冈·冯·歌德的藏品，内有将近200个和他相关的作品，包括他和诸如弗朗茨·舒伯特、路德维希·范·贝多芬等其他一些艺术家的音乐、戏剧的早期版本。